# Aleksandr Kovalëv (allenatore di pallacanestro)
Aleksandr Anatol'evič Kovalëv (in russo Александр Анатольевич Ковалёв?; Orenburg, 13 ottobre 1968) è un allenatore di pallacanestro russo.

## Carriera
Ha guidato la Russia ai Campionati europei del 2021.